# Govern Jean-Marc Ayrault (1)
El primer govern dirigit per Jean-Marc Ayrault, primer ministre sota la presidència de François Hollande, que fou el 35è govern francès de la cinquena República francesa.

## Història
Es va formar el 16 de maig de 2012 després que el president Hollande acceptés la llista que va proposar aleshores por el seu primer ministre Jean-Marc Ayrault. Es va formar majoritàriament amb membres del  Partit Socialista francès (30 membres) i compta a més amb representants d'Europa Ecologia-Els Verds (2 membres) i del Partit Radical d'Esquerra (també 2 representants). Es tracta del primer govern francès que respecta la paritat home/dona amb 17 persones de cada sexe. Després de les eleccions legislatives del 10 i 17 de juny de 2012 la coalició governamental assolí la majoria absoluta a l'Assemblea Nacional i es formà el nou segon govern Ayrault.

## El govern
El 35è govern de la V República comptà amb 35 persones i es caracteritza per una gran renovació. Entre tots els membres d'aquest, només 5 ministres hagueren exercit alguna responsabilitat governamental anteriorment: Laurent Fabius (que va ser Primer Ministre durant la presidència de François Mitterrand de 1984 a 1986 i després ministre d'Economia de Lionel Jospin de 2000 a 2002), Pierre Moscovici (que fou el viceministre d'Afers europeus de Lionel Jospin de 1997 a 2002), Michel Sapin (antic ministre d'Economia del govern de Pierre Bérégovoy de 1992 a 1993 i antic ministre de la Funció pública i de la Reforma de l'Estat del govern de Jospin entre 2000 i 2002), Jean-Yves Le Drian (antic secretairi d'Estat de la Mar del govern d'Édith Cresson de 1991 a 1992) i Marylise Lebranchu (antiga Ministra de Justícia del govern Jospin de 2000 a 2002).
L'edat mitjana del conjunt del govern fou de 52 anys. El més veterà fou el ministre d'Afers exteriors, Laurent Fabius que tenia 65 anys i la més jove fou la ministra de Drets de la Dona i portaveu del Govern, Najat Vallaud-Belkacem que tenia 34 anys.

### Primer Ministre
|                   | Funció          |  | Nom               | Partit |
| ----------------- | --------------- |  | ----------------- | ------ |
| Jean-Marc Ayrault | Primer Ministre |  | Jean-Marc Ayrault | PS     |

### Ministres
|                        | Funció                                                                    |  | Nom                    | Partit             |
| ---------------------- | ------------------------------------------------------------------------- |  | ---------------------- | ------------------ |
| Laurent Fabius         | Ministre d'Afers Exteriors                                                |  | Laurent Fabius         | PS                 |
| Vincent Peillon        | Ministre d'Educació Nacional                                              |  | Vincent Peillon        | PS                 |
| Christiane Taubira     | Ministra de Justícia                                                      |  | Christiane Taubira     | Walwari (app. PRG) |
| Pierre Moscovici       | Ministre d'Economia, Hisenda i Comerç Exterior                            |  | Pierre Moscovici       | PS                 |
| Marisol Touraine       | Ministra d'Afers Socials i Salut                                          |  | Marisol Touraine       | PS                 |
| Cécile Duflot          | Ministra d'Igualtat dels territoris i Habitatge                           |  | Cécile Duflot          | EELV               |
| Manuel Valls           | Ministre de l'Interior                                                    |  | Manuel Valls           | PS                 |
| Nicole Bricq           | Ministra d'Ecologia, Desenvolupament Sostenible i Energia                 |  | Nicole Bricq           | PS                 |
| Arnaud Montebourg      | Ministre de Recuperació Productiva                                        |  | Arnaud Montebourg      | PS                 |
| Michel Sapin           | Ministre de Treball, Ocupació, Formació professional i Diàleg social      |  | Michel Sapin           | PS                 |
| Jean-Yves Le Drian     | Ministre de Defensa                                                       |  | Jean-Yves Le Drian     | PS                 |
| Aurélie Filippetti     | Ministra de Cultura i Comunicació                                         |  | Aurélie Filippetti     | PS                 |
| Geneviève Fioraso      | Ministra d'Educació Superior i Recerca                                    |  | Geneviève Fioraso      | PS                 |
| Najat Vallaud-Belkacem | Ministra de Drets de la Dona, Portaveu del Govern                         |  | Najat Vallaud-Belkacem | PS                 |
| Stéphane Le Foll       | Ministre d'Agricultura i Agroalimentació                                  |  | Stéphane Le Foll       | PS                 |
| Marylise Lebranchu     | Ministra de Reforma de l'Estat, Descentralització i Administració Pública |  | Marylise Lebranchu     | PS                 |
| Victorin Lurel         | Ministre d'Ultramar                                                       |  | Victorin Lurel         | PS                 |
| Valérie Fourneyron     | Ministra d'Esports, Joventut, Educació Popular i Associacions             |  | Valérie Fourneyron     | PS                 |

### Viceministres
|                           | Funció                                             | Ministeri de pertinença                                    |  | Nom                    | Partit      |
| ------------------------- | -------------------------------------------------- | ---------------------------------------------------------- |  | ---------------------- | ----------- |
| Jérôme Cahuzac (crop).jpg | Viceministre de Pressupost                         | Ministeri d'Economia, Hisenda i Comerç Exterior            |  | Jérôme Cahuzac         | PS          |
| George Pau-Langevin       | Viceministra de l'Èxit acadèmic                    | Ministeri d'Educació nacional                              |  | George Pau-Langevin    | PS          |
| Alain Vidalies            | Viceministre de Relacions amb el Parlament         | Primer ministre                                            |  | Alain Vidalies         | PS          |
| Delphine Batho            | Viceministra                                       | Ministeri de Justícia                                      |  | Delphine Batho         | PS          |
| François Lamy             | Viceministre de la Ciutat                          | Ministeri d'Igualtat dels territoris i Habitatge           |  | François Lamy          | PS          |
| Bernard Cazeneuve         | Viceministre d'Afers europeus                      | Ministeri d'Afers exteriors                                |  | Bernard Cazeneuve      | PS          |
| Michèle Delaunay          | Viceministra de Tercera edat i la Dependència      | Ministeri d'Afers Socials i Salut                          |  | Michèle Delaunay       | PS          |
| Sylvia Pinel              | Viceministra d'Artesania, Comerç i Turisme         | Ministeri de Recuperació Productiva                        |  | Sylvia Pinel           | PRG         |
| Benoît Hamon              | Viceministre d'Economia Social i Solidària         | Ministeri d'Economia, Hacienda i Comerç Exterior           |  | Benoît Hamon           | PS          |
| Dominique Bertinotti.jpg  | Viceministra de Família                            | Ministeri d'Afers Socials i Salut                          |  | Dominique Bertinotti   | PS          |
| Marie-Arlette Carlotti    | Viceministra de Discapacitat                       | Ministeri d'Afers Socials i Salut                          |  | Marie-Arlette Carlotti | PS          |
| Pascal Canfin             | Viceministre de Cooperació                         | Ministeri d'Afers exteriors                                |  | Pascal Canfin          | EELV        |
| Yamina Benguigui          | Viceministra d'Expatriats francesos i Francofonia  | Ministeri d'Afers exteriors                                |  | Yamina Benguigui       | Independent |
| Frédéric Cuvillier        | Viceministre de Transports i Economia Marítima     | Ministeri d'Ecologia, Desenvolupament Sostenible i Energia |  | Frédéric Cuvillier     | PS          |
| Fleur Pellerin            | Viceministra de PIME, Innovació i Economia Digital | Ministeri de Recuperació Productiva                        |  | Fleur Pellerin         | PS          |
| Kader Arif                | Viceministre de Veterans                           | Ministeri de Defensa                                       |  | Kader Arif             | PS          |